# Elymus obtusiusculus
Elymus obtusiusculus là một loài thực vật có hoa trong họ Hòa thảo. Loài này được (Lange) Melderis & D.C.McClint. mô tả khoa học đầu tiên năm 1983.